# San Pedro Yaneri (kommun)
San Pedro Yaneri är en kommun i Mexiko.   Den ligger i delstaten Oaxaca, i den sydöstra delen av landet, 400 km sydost om huvudstaden Mexico City.
Följande samhällen finns i San Pedro Yaneri:
- San Pedro Yaneri
- San Juan Tepanzacoalco